# Генкель, Герман Германович
Ге́рман Ге́рманович Ге́нкель (5 апреля 1865, Белосток Гродненская губерния, Российская империя — 1940, Ленинград, СССР) — русский востоковед-гебраист и переводчик.

## Биография
Родился 5 апреля 1865 года[по какому календарю?] в Белосток Гродненской губернии в семье прусского офицера(. Старший брат будущего учёного-биолога Александра Германовича Генкеля (1872—1927). Окончил 7-ю Санкт-Петербургскую гимназию (серебряная медаль) и восточный факультет Санкт-Петербургского университета (1890; диплом 1-й степени) по отделу семитических языков.
По окончании университета в течение 5 лет работал «частным ученым консультантом по еврейским делам» в департаменте иностранных исповеданий Министерства внутренних дел, с 31 января 1892 года был причислен к Министерству народного просвещения; до 1900 года работал в Императорской Публичной библиотеке, где занимался описанием еврейских книг и рукописей. Одновременно он преподавал в Училище при реформаторских церквах и других учебных заведениях Петербурга. Был одним из редакторов «Еврейской энциклопедии».
В 1900 году был направлен на Кавказ; преподавал в Тифлисе и Батуми. В 1911 году (с 1 февраля) недолго был директором 1-й мужской Тифлисской гимназии.
С 1914 года — директор Пермской мужской гимназии. В 1918 году работал в Иркутске.
В 1921 году вернулся в Петроград, был профессором и проректором Института внешкольного образования (1921—1924).
В 1924 году вышел на пенсию. Печатался в приложении к журналу «Вестник знания».

## Творчество
В своём творчестве использовал псевдонимы: Г. Г.; Г—ль, Г.; Д. Г. и Г. Г. — с Д. Г. Гинцбургом.
Главнейшие труды Генкеля посвящены истории еврейской литературы:
- Р. Саадия Гаон, знаменитый еврейский ученый X века. Биогр. очерк Германа Генкель. — СПб.: типо-лит. А. Е. Ландау, 1895. — 284 с.,
- первый русский перевод с языка оригинала, а не с латинского языка[8] «Иудейских древностей» Иосифа Флавия (СПб., 1899);
- вместе с Я. И. Израильсоном перевёл Иосифа Флавия «О древности еврейского народа. Против Апиона» (СПб., 1895).

Отдельной книгой вышел труд «Ueber die Möglichkeit eines semit. Ursprungs des Dithyrambus» (СПб., 1895).
Ему принадлежит авторство в изданиях:
- Немецко-русский словарь / Сост. Г. Г. Генкель. — СПб.: Брокгауз-Ефрон, 1904. — VI, 7-256, [2], 257—496 с.; 13. — (Библиотека самообразования)
- Боги Японии (Популярный очерк верований японцев) / Герман Генкель; С ил. худ. Викт. В. Муйжеля. — СПб.: П. П. Сойкин, ценз. 1904. — 52 с. : ил.
- Геммы и камеи. Женские портреты из собрания античных миниатюр / Проф. Герман Генкель [Рис. худож. А. Лео]. — Петроград: Книга, 1922. — 129 с. : ил.
- Под небом Эллады — историческая повесть VI века до Р.Х. с иллюстрациями художника К. Н. Фридберга, С.-.Петербург, Издание А. Ф. Девриена, 1908 г. — с: 279.

Статьи
- Много статей по истории еврейской литературы напечатал в журналах: «Восход» и «Будущность»:
  - «Очерки из истории среднев. араб. евр. литературы»,
  - «Влияние маздаизма на развитие иудаизма»,
  - о Соломоне ибн Гебироле,
  - о Бехаи ибн Пакуде и др.
- Несколько статей по истории древней культуры поместил в журн. «Вестник и библиотека самообразования» (1903—1904).
- в «Вестнике знания»:
  - История материальной культуры. Ч. 1 (Вселенная и человечество. Кн. 10. — 1928)
  - История материальной культуры. Ч. 2 (Вселенная и человечество. Кн. 11. — 1929)
  - Происхождение и жизнь человеческого языка и письма (Кн. 11. — 1929)

Переводы
Генкелю принадлежат также переводы:
- Потта, «Введение в общее языкознание» (СПб., 1885),
- Т. Циглера, «История умственных и общественных течений XIX века» (СПб., 1900),
- Бецольда, «История Ассирии и Вавилонии»,
- Гоммеля, «История древнего Востока» (прилож. к журналу «Вестник и библиотека самообразования», 1904—1905)
- Ремонт автошин. Руководство для ремонтных и вулканизационных мастерских, гаражей и шоферов : Пер. с нем. рукописи / Герман Генкель ; Под ред. В. Г. Бромлея. — М.;Л.: Коиз, 1933. — 82, [2] с.: ил.

Художественная литература
- Роман «Итальянская симфония»[9] — исторический роман, созданный в конце жизни учёного; первоначально носил название «Картины быта раннего итальянского возрождения». Состоит из четырёх частей, начало повествования относится к 1474 году. Действие происходит в период от расцвета жизни Лоренцо Медичи до его кончины. Главные фигуры романа — Сандро Боттичелли и Пико делла Мирандола. Для организации огромного и сложного исторического материала Генкель использовал форму сложившейся в немецкоязычных странах т. н. «венской симфонии».
- Историческая повесть «Под небом Эллады. Историческая повесть VI века до Р. Хр.» / ил. К. Н. Фридберга. — СПб.: Издание А. Ф. Девриена, 1908[10] — действие происходит в VI веке до н. э.
- Оставшийся в рукописи рассказ из древнегреческой жизни «Ученик Фидия»[источник не указан 2835 дней].